# ターリバーン
ターリバーン、タリバーン、タリバン（パシュトー語: طالبان、Ṭālibān、英語: TalibanまたはTaleban、「学生たち」または「神学生、求道者」の意）とは、1996年から2001年まで、及び2021年からアフガニスタンを実効支配しているイスラム教スンナ派（多数派）諸派デーオバンド派のイスラム主義組織である。
指導部はパキスタンのカラチやカイバル・パクトゥンクワ州のデーオバンド派マドラサで宗教教育を受けたパシュトゥーン人が多数を占める。

## 概要
1994年にアフガン内戦の有力な派閥の一つとして登場し、伝統的なイスラム教の学校で教育を受け、ソ連・アフガン戦争で戦ったアフガニスタン東部・南部のパシュトゥーン地域の学生（ターリブ）を中心に構成されていた。ムハンマド・オマルによる指導の下、この運動はアフガニスタンの大部分に広がり、抗争に明け暮れていたムジャーヒディーンの軍閥から権力を奪っていった。
1996年にはアフガニスタン・イスラム首長国を建国し、実質的な首都機能をカンダハールに移した。2001年9月のアメリカ同時多発テロ事件を受けて同年12月にアメリカ合衆国がアフガニスタンに侵攻して来るまでの間、ターリバーンは国内のおよそ4分の3の地域を支配していた。最盛期には、パキスタン、サウジアラビア、アラブ首長国連邦の3カ国のみがターリバーン政権を正式に認めていた。その後、ターリバーンは反政府運動として再編成され、アメリカの支援を受けたカルザイ政権や北大西洋条約機構（NATO）主導の国際治安支援部隊（ISAF）とアフガニスタン紛争で戦った。
ターリバーン政権は、シャリーア（イスラム法）の厳格な法解釈を施行してきたので、いわゆる西側のキリスト教的・自称「民主主義」的価値観を持つ者たちからは「自国民への人権侵害を行った」と、非難されることがある。1996年から2001年までの統治期間中、ターリバーンとその同盟組織はアフガニスタンの民間人に対して「虐殺」を行い、16万人の飢えた民間人に対する国際連合の食糧供給を拒否し、広範囲の肥沃な土地を焼き、何万もの家屋を破壊する焦土作戦を行ったという。また、凧揚げや鳥類飼育などの一部の趣味活動を禁止し、宗教的・民族的少数派を差別した。国連によると、アフガニスタンの民間人犠牲者の76％（2010年）、80％（2011年）、80％（2012年）がターリバーンとその同盟組織によるものであるという。ターリバーンは護教政策（西側で言うところの「文化浄化」政策）にも熱心で、バーミヤン渓谷の文化的景観と古代遺跡群を含むいくつかの史跡を破壊してきた。その厳格な法解釈と適用からターリバーンによる政治が教条的あるいは強権支配のように受け止められることがある。とはいえ、腐敗が少なく、最初の政権時に治安を安定させた実績もあって、アフガニスタンではその政治姿勢を支持する者も多い。
パキスタンの軍統合情報局（ISI）と軍部は、ターリバーンの創設時と政権を握っていた時期に支援を行っていたこと、そして反乱期にも支援を続けていたことが一般に推測されているが、パキスタンは2001年のアメリカ同時多発テロ事件後、同グループへの支援を全て取り止めたと主張している。2001年には、アルカーイダのリーダーであるウサーマ・ビン・ラーディンの指揮下にある2,500人のアラブ人がターリバーンのために戦ったと言われている。
2021年5月に攻勢を開始し、同年8月15日にはアフガニスタン全土を支配下に置いたと宣言。ガニー政権側もアブドゥル・サタール・ミルザクワル内務相代行が平和裏に権力の移行を進めると表明した。8月19日にはメディアを通じてアフガニスタン・イスラム首長国の建国を宣言した。

## 発生と名前の由来
「ターリバーン」という語はアラビア語で「学生」を意味する「ターリブ」（طالب）のパシュトー語における複数形であり、イスラム教神学校（マドラサ）で神学教育・訓練された学生から構成される。厳密にはイスラム神学、イスラム哲学、イスラム法を扱うイスラム教神学校において、イスラーム過激派（イスラム法学および法解釈を厳格にするべきとする思想・学派）となった学生及びその出身者らによる、ジハードや宗教的な社会の建設を目指す学生運動･政治運動ともいえる。
アフガニスタンではソ連（当時）の侵攻にともない、国内において戦乱が続く状態となり、パキスタンへの難民や多くの孤児が発生した。パキスタンの地域社会においても孤児を受入れる余裕がなく、イスラム教寺院などが引取っていった者も多いという。彼らはイスラム教神学校（マドラサ）で学び、その過程でいわば自然発生的に、現在のような思想や目標を自ら作り上げていったとされる。そのため、学生運動に西洋的な学校制度とそこにおける運動のイメージが強い者にとっては、難民らの中から発生した政治運動・宗教運動として捉えるほうがよりイメージが理解しやすいかもしれない。
ターリバーン構成員を数えるとき、一人なら単数形の「ターリブ」（学生）、二人以上なら複数形の「ターリバーン」（学生たち）が用いられる。

## 組織
国旗や国名（アフガニスタン・イスラム首長国）を持ち、統治機構のようなものを組織している。基本的にその多くが農村出身者であるため、発想が農村的であり、アフガニスタンでの反政府闘争時においても、必ずしも都会ではその活動基盤をうまく作り上げることが出来なかったといわれ、政権獲得後の政策においても都市の商工業者と軋轢を来たすことが多いともいわれる。
最高指導者の下に指導者評議会（ラフバリ・シューラ、通称：クエッタ・シューラ）があり、その下に各委員会が設置されている。
指導者評議会は委員会を取りまとめる各委員長と有力な軍事司令官や著名な宗教学者で構成されていると言われている。日本のマスメディアは指導者評議会の構成人数を26人と報じている。
委員会は政府における省庁のような役割を与えられている。委員会は軍事、政治、経済、メディア・文化、公共事業、諜報等、分野別に分けられ、これらを合わせて17または18存在する。また、委員会はそれぞれアフガニスタン全国の州・郡・市に各委員会の代表者を設置している。軍事、経済、メディア・文化の3つの委員会は、ターリバーン内で初めて設置された委員会だと言われている。
各州に州知事や州軍事司令官やイスラム法廷を置き、各郡にも郡長や郡軍事司令官を置いている。なお、州知事と州軍事司令官は軍事委員会から任命される。
アフガニスタン紛争中の2012年、中東のカタールに対外窓口として機能する「外交交渉のための政治事務所」を設置した。

上記の各機関に属する役人は、それぞれの役割を担う専門職集団から形成するものとされている。専門家集団は、イスラムに対する揺るぎない信仰・清廉・有能を兼ね備えなければならない。信仰心及び清廉さと能力が背反する場合、信仰心と清廉さが優先される。これらは、「篤信を欠く専門職は行政を腐敗させ、能力を欠く敬虔は行政を弱体化させる」「無能ではあるが敬虔なる者は行政の役割を果たせないだけだが、有能な悪人は多大なる害悪をもたらす」といったターリバーンの考えに基づいている。

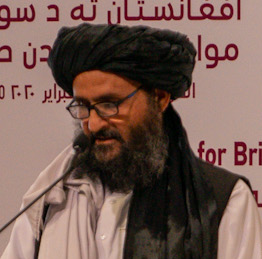
ターリバーンの政治事務所の長だったアブドゥル・ガニ・バラダル

国際連合によるとタリバンの総数は約6万5000人から20万人以上である。2021年の攻勢において傘下の戦闘員は10万人とも報道されている。パシュトゥーン人だけでなくタジク人やウズベク人、トルクメン人なども居り、指導部も多様な人種により構成されている。
派閥としてはアフガニスタン東部のペシャーワル派、北東部のバダフシャーン派、西部のマシュハド派などがある。また最強硬派としてハッカーニ・ネットワーク、反主流派としてアフガニスタン・イスラム首長国高等評議会（HCIEA）などがあると言われている。しかし、ハッカーニ・ネットワークのトップとされてきたシラジュディン・ハッカーニは「イスラムの敵による偽情報戦の一部」と発言し、派閥の存在を否定している。HCIEAはマンスール師の第2代最高指導者への就任に反対し、ターリバーン内で反乱を起こしたグループであるが、実質的な中心人物となったアブドゥル・マナン・ニアジが戦死し、息子のハーリド・ニアジがアクンザダ師に忠誠を誓ったため事実上崩壊している。

## 幹部

### 歴代の最高指導者
| 代 | 名前                             | 在任期間                          |
| -- | -------------------------------- | --------------------------------- |
| 1  | ムハンマド・オマル               | 1994年 - 2013年4月30日            |
| 2  | アフタル・ムハンマド・マンスール | 2013年4月30日？ - 2016年5月20日？ |
| 3  | ハイバトゥラー・アクンザダ       | 2016年5月25日 - 現職              |

### 2001年当時のターリバーン政権の主要幹部
各省庁の長である大臣（相）は、管轄する省庁の分野に見識のある者ではなく、内戦で立てた武勲や首長であるムハンマド・オマルへの忠誠心の強さに基づき配属されるケースが多かった。
元首
- 首長 - ムッラー・ムハンマド・オマル（2013年4月に死亡）

内閣
1996年9月27日発足。2000年3月、8月内閣改造
- 統治評議会議長（首相） - ムハンマド・ラッバーニー（英語版）（政権崩壊前の2001年4月に病死）
- 統治評議会第一副議長（第一副首相） - ハッサン・アフンド
- 統治評議会第二副議長（第二副首相） - アブドゥル・カビール（英語版）（議長の死去後、2001年11月の政権崩壊まで議長職を代行）
- 外相 - アブドゥル＝ワキール・アフマド・ムタワッキル
- 内相 - アブドゥル＝ラザン・アフンド
- 財務相 - アブドゥル＝ワサイ・アガジャン・モタセム
- 教育相 - アミール・ハーン・ムッタキー
- 国防相 - ムッラー・ハッジ・ウバイドゥッラー・アフンド
- 勧善懲悪相 - ムハンマド・ワーリ
- 航空・観光相 - アフタル・ムハンマド・マンスール（2010年にターリバーンのナンバー2に就任、2015年7月に最高指導者に就任。2016年5月死亡）
- 通信・労働相 - アフマドゥッラー・モティ
- 情報・文化相 - クトラドゥッラー・ジャマール
- 保健相 - ムッラー・ムハンマド・アッバース・アフンド
- 司法相 - ムッラー・ヌールディン・トゥラビ
- 軽工業相・食糧相 - ハムドラ・ザーヒド
- 鉱工業相 - ムハンマド・イーサー・アフンド
- 農業・動物管理相 - アブドゥル＝ラティーフ・マンスール
- 巡礼寄進相 - サイード・ギアスディン・アガー
- 計画相 - サドルッディーン・サイード
- 貿易相 - アブドゥル・ラッザーク
- 難民相 - アブドゥル・ラキブ
- 国境・部族問題相 - ジャラールッディーン・ハッカーニー（英語版）
- 兵站相 - ヤル・ムハンマド
- 保安相 - ムハンマド・ファーズィル
- 高等教育相 - カリ・ディーン・ムハンマド

その他主要幹部
- 治安担当内務次官 - アブドゥル＝サマード・ハクサル
- 中央軍司令官 - ムラー・アブドゥル・ラウフ
- 情報文化次官 - アブドゥル＝ラフマーン・ハタック
- 国防次官 - アブドゥル・ガニ・バラダル
- 最高裁判所長官 - ヌールー・ムハンマド・サキーブ
- アフガニスタン中央銀行総裁 - ムッラー・ハッジ・アフマディー
- 駐国際連合使節[注釈 1] - アブドゥル＝ハキーム・ムジャーヒド
- 欧州連合代表 - ラフマトゥッラー・サフィ
- 駐パキスタン大使 - アブドゥル＝サラーム・ザイーフ
- アフガニスタン赤新月社総裁 - マウラヴィ・エスマトゥッラー・アセム
- アフガニスタン・オリンピック委員会委員長 - マウラヴィ・カラムッディン

### 2021年のタリバーン暫定政権の主要幹部[67]
2021年9月7日発表・9月21日追加発表・10月4日追加発表
- 首相代行 - ムッラー・ムハンマド・ハッサン・アフンド（元・第一副首相、創設メンバー）
- 第一副首相代行 - ムッラー・アブドゥル・ガニ・バラダル（副指導者、創設メンバー、元・国防副大臣）
- 第二副首相代行 -　マウラウィー・アブドゥル・サラム・ハナフィー（ウズベク人聖職者、元・教育副大臣）
- 第三副首相代行 -　アブドゥル・カビール（元・首相代行・第二副首相）
- 国防大臣代行 - ムッラー・ムハンマド・ヤクーブ（副指導者、ムハンマド・オマルの子）
- 内務大臣代行 - シラジュディン・ハッカーニ（副指導者、ジャラールッディーン・ハッカニの子）
- 外務大臣代行 - アミール・ハーン・ムッタキー（元・情報文化相・教育相）
- 財務大臣代行 - ムラー・ヘダヤトゥッラー・バドリ
- 教育大臣代行 - シャイフ・マウラウィー・ヌールラ・ムニル
- 情報・文化大臣代行 - ムッラー・ハイルッラー・ハイルハワー（元・内相）
- 経済大臣代行 - カーリ・ディン・ハニフ（タジク人、元・計画相・高等教育相）
- 巡礼寄進大臣代行 - マウラウィー・マウラウィー・ムハンマド・サキブ
- 法務大臣代行 - マウラウィー・アブドゥル・ハキム・シャリー
- 国境・部族問題担当大臣代行 - ムッラー・ヌールラ・ヌーリ（元・バルフ州知事）
- 地方リハビリテーション・開発大臣代行 - ムッラー・ムハンマド・ユーヌス・アクンザダ
- 公共事業大臣代行- ムッラー・アブドゥル・マナン・オマリ
- 鉱物石油大臣代行 - ムッラー・ムハンマド・エサ・アホンド
- 水エネルギー大臣代行 -ムッラー・アブドゥル・ラティフ・マンスール（元・農相）
- 民間航空・運輸大臣代行 - ムッラー・ハミドゥラ・アクンザダ
- 高等教育大臣代行 - アブドゥル・バキ・ハッカーニ
- 電気・通信大臣代行 - ナジブッラー・ハッカーニ
- 難民大臣代行 - カリル・ユア・ラーマン・ハッカーニ　※2024年12月11日、ISILによる爆発で死亡[68]。
- 勧善懲悪大臣代行 -  ムハンマド・ハーリド・ハナフィ―（英語版）
- 公共保健大臣代行 - カランダル・イバド
- 商業・産業大臣代行 - ヌールッディン・アジジ（タジク人、非タリバーン）
- 農業・畜産大臣代行 - アブドゥル・ラハマン・ラシド
- 殉教者・障害者問題担当大臣代行 - アブドゥル・マジッド・アフンド
- 官房長官代行 - アフマド・ヤン・アフマディー
- 情報局長官代行 - アブドゥル・ハク・ワシク
- 中央銀行総裁代行 - ハジ・ムハンマド・イドリス
- 国防副大臣代行 - ムッラー・ムハンマド・ファズィル
- 内務副大臣代行 - マウラウィー・ヌール・ジャラル
- 外務副大臣代行 - モハンマド・アッバース・スタネクザイ（前・カタール政治事務所代表、元・公共保健副大臣）
- 情報・文化副大臣代行 - ザビフラ・ムジャヒド（タリバーン報道官）
- 公共保健副大臣代行 - モハンマド・ハッサン・ギアシ（ハザラ人、非タリバーン）
- 陸軍幕僚長 - カーリ・ファシフディン（タジク人)
- 国連大使 - スハイル・シャヒーン（タリバーン報道官、元・駐パキスタン大使館首席公使）

## 歴史

### 1990年代前半

#### 背景
1990年代初頭、アフガニスタンはムジャーヒディーンの軍閥によって領地ごとに分裂し、互いに同盟、裏切りを繰り返す激しい内戦の最中であった。ラッバーニー大統領やマスードを中心とするジャミアテ・イスラミのタジク人政権は首都カーブルと国内の北西部を支配し、ヘラート等の西部三州もジャミアテ・イスラミと深い繋がりを持つタジク人軍閥のイスマーイール・ハーンによって支配されていた。東部パキスタン国境地帯はジャララバードを拠点とするジャラルディン・ハッカニ等のパシュトゥーン人軍閥の評議会の手中にあった。また、南部の限られた地域とカーブルの東側はパシュトゥーン人のグルブッディーン・ヘクマティヤールが支配していた。後にタリバン発祥の地となるカンダハールを中心とするアフガニスタン南部の大半は、何十もの旧ムジャーヒディーン軍閥や強盗集団によって分割支配され荒廃していた。カンダハールを支配する数多の武装グループは、活動の資金源になるものは何でも奪った。電話線を引きちぎり、木を切り倒し、工場の機械や道路用のローラーまでもスクラップにしてパキスタンの商人に売った。軍閥は家々や農場に押し入り、住民を強制退去させ支持者達の手に渡した。司令官らは住民を思いのままに虐待し、少女や少年を誘拐して性欲を満たした。バザールの商人から品物を強奪し、街中で武装グループ同士の喧嘩による銃撃戦が頻繁に発生した。カンダハールの住民の大部分を構成するパシュトゥーン人は、隣国パキスタンのクエッタなどの同じくパシュトゥーン人が多数派を占める都市に難民として脱出し始めた。

#### 誕生
ターリバーンによると、ムハンマド・オマルが20人の同志とともに運動を始めたという。またターリバーン隊士がイスラム教の聖典『クルアーン』を学んだ場所は、国境付近の難民キャンプの教員が整っていないムハンマド・オマルの開いた神学校であった。この神学校出身者が、結集時のターリバーン隊士になる。
彼らが蜂起したきっかけは軍閥が二人の少女を誘拐したことへの抗議活動であった。彼らは無事少女たちを解放し、この出来事から地元住民らから正義の味方として扱われた。

#### 発展
内戦が続くアフガニスタンにおいて、ターリバーンは1994年頃から台頭し始めた。彼らはイスラム神学校（マドラサ）の学生たちが中心であり、ターリバーンが快進撃を続け、軍閥を追い散らし、治安を安定させ秩序を回復するようになったので、住民たちは当初ターリバーンを歓迎した。当時、アフガン市民たちは、長年にわたる内戦とそれに伴う無法状態、軍閥たちによる暴行、略奪などにうんざりし、絶望感を抱いていたため、治安を回復するターリバーンの活躍に期待した。しかしその後、ターリバーンがイスラム教の戒律を極端に厳格に適用し、服装の規制、音楽や写真の禁止、娯楽の禁止、女子の教育の禁止などを強制していくにしたがって、住民たちはターリバーンに失望するようになった。
1998年にターリバーンがマザーリシャリーフを制圧した際に、住民の大虐殺を行った。この虐殺は、前年5月にマザーリシャリーフで起こったターリバーン兵大量殺害に対する報復 でもあるのだが、マザーリシャリーフはアフガニスタンの少数民族であるウズベク人やハザーラ人が大きな割合を占め、ターリバーンはこれらの少数民族、特にハザーラ人に対し虐殺を行ったことから、ターリバーンがパシュトゥン人からなり、パシュトゥーン民族運動の性格を併せ持つことを示すエピソードとなったと指摘されている。

#### 外国の関与
ターリバーンは、軍事面および資金面でパキスタン軍の諜報機関であるISI（軍統合情報局）を通してCIAの支援を受けていた。特にISI長官を務めたハミド・グルと深く関わり、アメリカが支援を絶った以後も、ISIから援助をもらっていたという。アメリカが国際連合にハミド・グルのテロリスト指定を迫った際はパキスタンの友好国の中華人民共和国が拒否権を行使している。
パキスタン軍にとり、敵対するインドとの対抗上、アフガニスタンに親パキスタン政権を据え、「戦略的な深み」を得ることは死活的な課題であった。そして「親パキスタン政権」とは、民族的にはアフガニスタンとパキスタンにまたがって存在するパシュトゥン人主体の政権であり、かつ、パシュトゥン民族独立運動につながることを阻止する必要から、イスラム主義を信奉する勢力でなければならなかったという。このためそうした要件を満たすターリバーンがパキスタンの全面的な支援を得て支配地域を拡大していった。アフガニスタンにパキスタンの傀儡政権が成立することは、中央アジアにおける貿易やアフガニスタン経由のパイプラインを独占するという思惑、またインドとのカシミール紛争で利用するイスラム過激派をパキスタン国外で匿うという目論みにも好都合であった。
1997年にターリバーン軍がマザーリシャリーフの攻略に失敗し、その主力を一挙に喪失してからはISIはより直接的な関与を深めた。2000年の第二次タロカン攻略戦ではパキスタン正規軍の少なくとも二個旅団以上及び航空機パイロットがターリバーン軍を偽装して戦闘加入したとされている。このため2000年12月にはコフィー・アナン国連事務総長がパキスタンを非難する事態となった。
また、1990年代半ばにはサウジアラビア総合情報庁もパキスタンを通じてターリバーンに資金援助を行っており、アフガニスタンの安定化に対するターリバーンへの期待は高かった。
また、強力で安定的な政権は中央アジア安定化につながるとして、アメリカ合衆国の支持を得ていた時期もあった。当時のアメリカのユノカル社が中央アジアの石油・天然ガスをアフガニスタンを経由したパイプラインでインド洋に輸送することを計画していたが、これはロシアやイランを避けるルートを取っており、米国政府としては好都合であり、このパイプライン建設計画を支持した。このパイプライン計画実現のためにはアフガニスタンの安定が前提条件であり、米国はターリバーンによるアフガニスタン支配に関心を示した。アメリカ合衆国議会関係者やアメリカ合衆国国務省関係者が和平の仲介を行おうとしたが、和平は成立しなかった。
1996年9月にターリバーンが首都カーブルを制圧し、ナジブラ元大統領を処刑した際、アメリカ国務省の報道官はターリバーンの行為を非難せず、むしろターリバーンによる安定化への期待を示すなどアメリカ政府のターリバーン寄りの姿勢を示した。
ターリバーンによる首都カーブル制圧後、ターリバーンによる人権侵害、特に女性の扱いに世界が注目するようになり、米国もターリバーンへの姿勢を変化させていった。1997年11月にはマデレーン・オルブライト国務長官がターリバーンの人権侵害を批判し、米国のターリバーンへの反対姿勢を明確にした。1998年8月にケニアとタンザニアのアメリカ大使館爆破テロ事件が発生すると、アメリカは人権問題以上にテロの観点からターリバーンへの敵対姿勢を強めていった。
1999年12月、カシミールの独立を目指すイスラム過激派によりインド航空機がハイジャックされ、アフガニスタンのターリバーンの本拠地だったカンダハルで着陸し、ハイジャックされた飛行機の乗客乗員155人を人質に立てこもる事件があった（インディアン航空814便ハイジャック事件）。その際に、ムタワッキル外相などターリバーン政権幹部の仲介により、インド当局が獄中にいるイスラム過激派（カシミール独立派）の幹部3人を釈放する代わりに乗員155人が解放された。国際的に孤立を深めるタリバン政権が、テロリストの釈放と引き換えにとはいえ、周辺国と連携して人質解放に尽力したことで、日本国内でも、国際社会もターリバーン政権をイスラム原理主義勢力として単純に敵視するのではなく、歩み寄りを行ってもよいのではないかとする論調があった。また、これにはイスラム過激派支援集団とみなされていたタリバーン側の国際社会での汚名返上の思惑もあった。

### 1990年代後半

#### 政権掌握

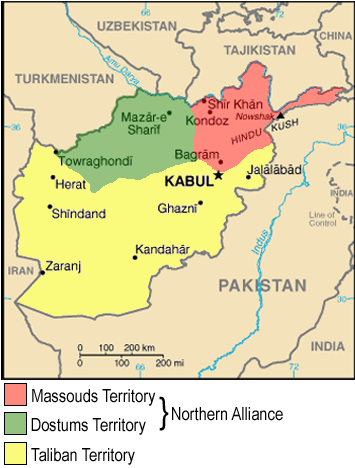
1996年時点のアフガニスタンの勢力地図。赤の部分がアフマド・シャー・マスード軍、緑の部分がラシッド・ドスタム軍、黄色の部分がターリバーンの支配地域。

ターリバーンは1996年9月に首都カーブルを制圧し、国連施設に幽閉されていた共産政権時代の元大統領ムハンマド・ナジーブッラーを引きずりだして公開処刑した。カーブル制圧後、「アフガニスタン・イスラム首長国」を建国したが、すぐにはどの国からも承認されなかった。1997年5月にターリバーンが北部の主要都市マザーリシャリーフを制圧したのを受け、パキスタンが世界で初めて政府承認し、すぐにサウジアラビア、アラブ首長国連邦が続いた。この三カ国以外からは承認されることはなかった。国際連合の代表権はブルハーヌッディーン・ラッバーニーを大統領とするアフガニスタン・イスラム国が保持しており、通称「北部同盟」として北部で抵抗を続けた。その後3年ほどでアフガニスタンの90%を支配下に置いた。

#### ターリバーンの国内支配
しかし、ターリバーンの支配はすべての音楽を禁止するなどイスラム主義に基づいた厳格なものであった。ターリバーンはパシュトゥーン人の部族掟「パシュトゥーンワーリ」に従い、パシュトゥーン人以外の民族の不満を招いた。このパシュトゥーンワーリは実際にはイスラム教のシャリーアの代表的解釈とは相容れない部分があるとも言われている。例えば、ターリバーンは殺人を犯した者に対しその犠牲者の遺族による公開処刑を行ったが、これはイスラム法に基づくというより、パシュトゥーンワーリに基づくものである。
また、アルカーイダと接近してからは、その過激主義の影響を受け、パシュトゥーンワーリからも逸脱した、偏狭頑迷なイスラーム解釈をアフガニスタン人に押し付けるようになった。このことにより、アフガニスタン国民からの支持は低下した。

#### 政策
ターリバーンは過度に今までの娯楽や文化を否定し、また公開処刑を日常的に行うなど、過激な活動を行なった。これは市民に対する見せしめであると同時に、娯楽の無い市民を巧妙に操る手口であり、多い時には1万人もの見物客が公開処刑に詰め掛けたといわれる。
また女性は学ぶ事も働く事も禁止され、親族男性を伴わなければ外出さえも認められなかった。外国人も例外ではなく、女性の国連職員は入国が許可されなかった。
彼らターリバーンの統治メンバーらの服装は漆黒のターバンに黒と白のモノトーンの服装を組み合わせた独特のデザインでコーディネートされ、戦闘車両の多くもそれに準じた塗装が施されている。

#### 政権の孤立
1996年、ターリバーン政権はウサーマ・ビン・ラーディンとアルカーイダの幹部を客人としてアフガニスタンへの滞在を許した。アルカーイダは、「対米宣戦布告」を行うなどそれまで引き起こされていた数々の反米テロの黒幕と推定されており、またイスラム諸国からも異端視されていた組織であり、ターリバーンは周辺諸国から孤立し始めた。
アメリカ合衆国大統領ビル・クリントンはターリバーンに対する政策を転換し、ユノカルのパイプライン計画も破綻した。ターリバーン政権にアルカーイダを引き渡すように要求したが、ターリバーンは拒否した。アメリカはパキスタン政府に圧力を掛け、ターリバーンへの支援を断ち切ろうとした。またサウジアラビア政府もターリバーンへの援助を打ち切ったため、ターリバーンは経済面でも大きな打撃を受けた。しかしターリバーンは国内の他勢力の拠点を次々に攻略し、勢力を拡大し続けた。
1997年5月から、ターリバーンはアブドゥルラシード・ドーストム派の拠点であったマザーリシャリーフを攻撃したが撃退され、2500人以上の壊滅的な損害を出した。しかしターリバーンはパキスタン軍の支援を受けて立ち直った。
1998年8月7日、タンザニアとケニアにあったアメリカ大使館が爆破される事件が起きた（前述）。この攻撃をうけてアメリカは報復としてスーダンのハルツームにあった化学工場と、アフガニスタン国内のアルカーイダの訓練キャンプをトマホーク巡航ミサイルで攻撃した。
8月8日、ターリバーンはドスタム派の幹部を買収して勢力下に入れ、再度マザーリシャリーフを攻撃し、占領した。この際、5000人以上のハザーラ人市民が殺害され、イラン総領事館の外交官10人とジャーナリストが殺害された。この攻撃はイランや国際社会から激しい非難を受け、一時は国境地帯にイラン軍が集結する事態となった。
1998年9月、サウジアラビアはアフガニスタン臨時代理大使の国外退去を求め、かつ、自国の在アフガニスタン臨時代理大使を召還させ、事実上ターリバーンと断交した。これはケニアとタンザニアのテロ事件の首謀者と見られたウサーマ・ビン・ラーディンの扱いをめぐる対立が原因であったといわれている。
1999年、国際連合安全保障理事会においてテロ行為の防止を目的とする国際連合安全保障理事会決議1267 が採択され、ターリバーン政権に対しビン・ラーディンとアルカーイダ幹部の引渡しを求め、実行されない場合には経済制裁が行われることになった。しかしターリバーンはこれに従わず、経済制裁が行われることになった。

### 2000年代前半

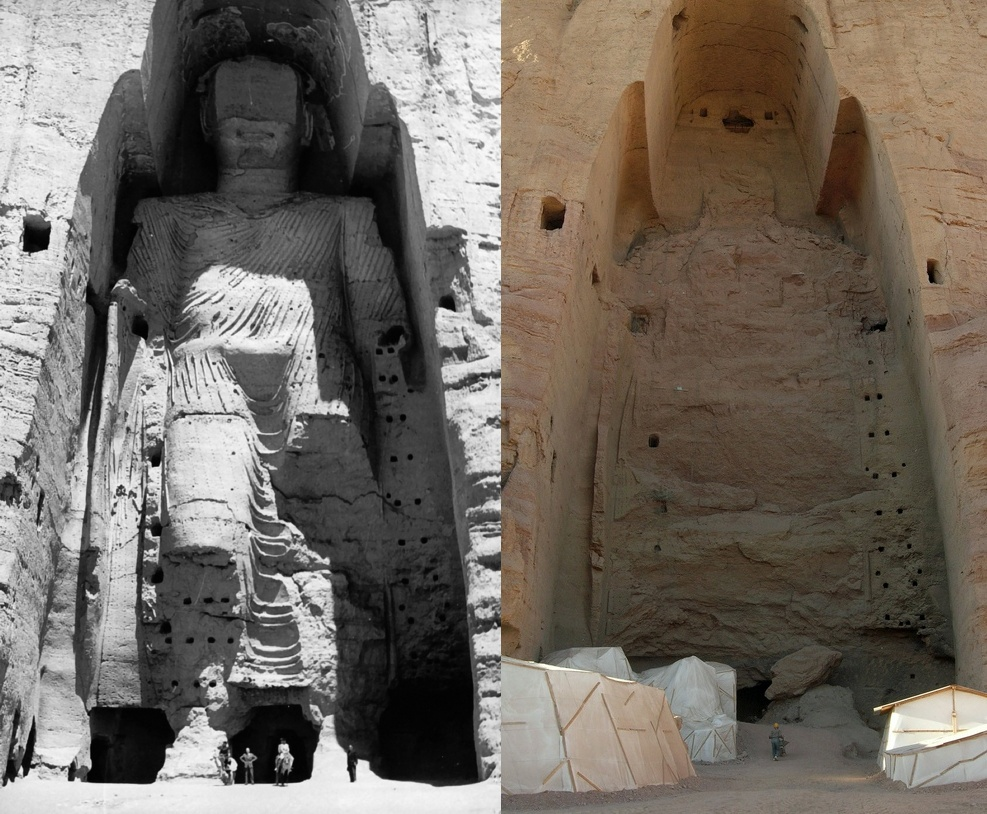
爆破された石窟の仏陀の像

2000年10月、アルカーイダはアメリカのミサイル駆逐艦コールに自爆テロ攻撃を行った(米艦コール襲撃事件)。このためアメリカはさらに経済制裁を強化することを主張し、12月には追加制裁を定めた国際連合安全保障理事会決議1333 が採択された。
2001年2月26日、ターリバーン政権は、紛争続きのアフガニスタンにあって、それまで徐々に壊れていたバーミヤーンにある石窟の仏陀の像（バーミヤン渓谷の文化的景観と古代遺跡群）を、ターリバーンが最終的に、爆弾を用いてこれらを徹底的に破壊。しかし、この行為に対しては、非イスラム圏のみならず、イスラム教諸国に至るまで非難を行い、完全に逆効果となった。支持した者は、ごく少数にとどまった。
イランの映画監督モフセン・マフマルバフは、著書『アフガニスタンの仏像は破壊されたのではない恥辱のあまり崩れ落ちたのだ』の中で、大仏の破壊を大きく取り上げた欧米のメディアを批判した（詳しくは脚注参照）。
2001年9月11日、アメリカ同時多発テロ事件が発生すると、アメリカはこのテロの容疑者としてアルカーイダ関係者を引き渡すように要求した。しかしターリバーン政権はこれを拒否したため、アメリカと有志連合諸国は国際連合安全保障理事会決議1368による自衛権の発動として攻撃を開始し、北部同盟も進撃を開始した。11月までにターリバーンはカーブルとカンダハールを含むアフガニスタンの大半の領域を喪失した。その後政権は崩壊し解散した。一連の北部同盟の進撃の中で、ターリバーンはダシュテ・ライリ虐殺によって数百から数千人規模の戦闘員を失った。
しかしクンドゥーズ包囲戦のように包囲されてもパキスタンの飛行機で脱出するなどして、ムハンマド・オマルをはじめとする指導部の多くは失われず、2003年以降、アフガニスタン南部及びパキスタンのトライバルエリア、ワズィーリスターンを根拠地に勢力を回復した。

#### 穏健派タリバン（タリバーン）
タリバーンには、主にアブドゥル＝ワキール・アフマド・ムタワッキル元外相やアブドゥルサマド・ハクサル元内務次官らで構成されるいわゆる「穏健派タリバン」と呼ばれる勢力も存在する。彼らは武装闘争を放棄し、政治的な方法、すなわち選挙への参加を通じた議会進出によってターリバーンの掲げた理想の実現を図ろうと考えている。ハクサルやムタワッキルが中心となって潜伏している元メンバーや武装闘争を続ける仲間に投降を促すなどして、議会選挙参加を呼びかけた。アフガニスタン政府も同じパシュトゥーン人であるカルザイ大統領がこの動きを歓迎して後押ししたが、かつてターリバーンと戦った旧北部同盟勢力などが「ターリバーンの復権につながる」と猛反発した。また、ターリバーン側でも穏健派を裏切り者だとして暗殺をほのめかした。
2005年の議会選挙では、ムタワッキルやハクサルらは落選したものの、元ターリバーンの中でもムラー・アブドゥル・サラム・ロケッティ元司令官やムハンマド・イスラーム・ムハンマディ元バーミヤン州知事のように下院議員に当選した人物もいる。ムハンマディ議員は2007年1月に、ハクサル元次官は2006年1月に暗殺された。このようにターリバーンと袂を分かち、当時のハーミド・カルザイ政権に協力することは容易ではない状況にあった。

### 2000年代後半
タリバーンは2006年から南部・南東部・東部を中心に攻撃を増加させ、2007年も手を休めなかった。そのため2008年にはアフガンスタンの治安は著しく悪化した。またタリバーンは南部や東部だけでなく首都カーブルの近隣でも攻撃を行った。2009年、タリバーンは「比較的安定していた地域の不安定化を招き、市民の犠牲を顧みない、より洗練され、かつ複合的な攻撃を増加」し、即席爆発装置（IED）による攻撃を急増させた。
有志連合諸国も反撃を行い、2006年から国際治安支援部隊（ISAF）をアフガニスタン全土に展開させ、チョーラの戦い（ウルズガーン州）やパース作戦（ウルズガーン州）などを行った。また2008年のワナトの戦いの結果などを受けて2009年にはアメリカ軍を倍増させ、オカブ作戦（クンドゥーズ州）やカカラクの戦い（ウズルガーン州）などを行った。

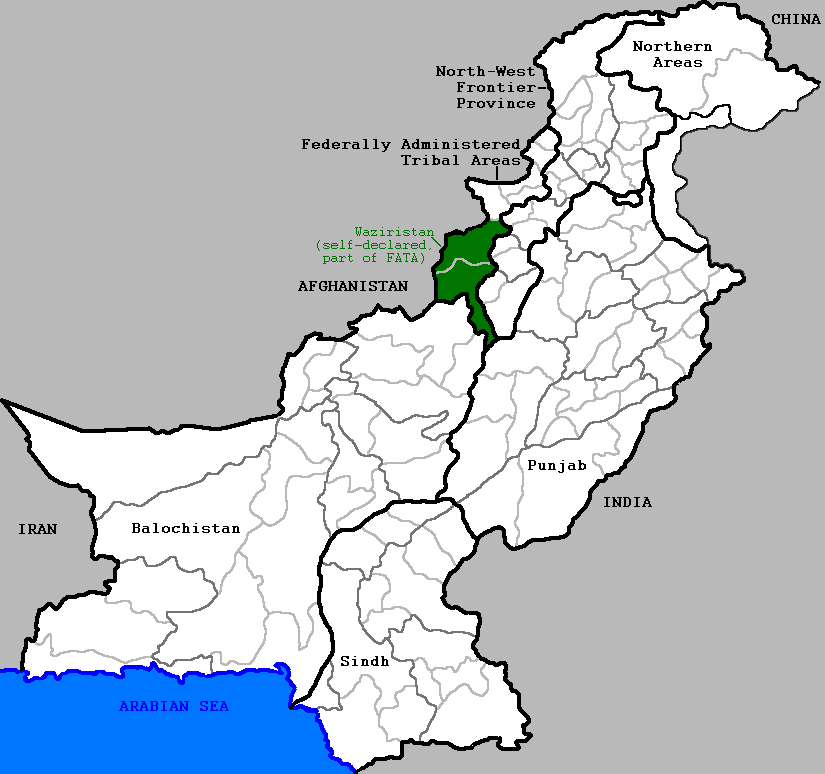
タリバーンが活動しているワジリスタン地域

しかしタリバンは2006年中にはアフガニスタン南部四州で都市部以外の支配権を獲得するに至ったと言われる。これにはパキスタンの原理主義勢力、及びその背後のパキスタン政府が深く関与していると見る向きが強く、同年末にはアフガニスタン暫定行政政府の大統領ハーミド・カルザイがパキスタンを名指しで非難する事態に至った。国際部隊の治安活動もあり主要都市の陥落などの危機的状況には陥っていないが、国際部隊の展開地域等でケシ栽培を禁じられた、あるいは多国籍軍の攻撃で民間人が死亡したなどの理由により、とりわけパシュトゥーン人の間などで、治安の混乱と経済的苦境からターリバーン復活待望論が広まっているという。
一方、アフガニスタンから逃れてきたターリバーンの影響を受け、パキスタン国内でも過激化した武装勢力（パキスタン・ターリバーン）が誕生した。パキスタン・ターリバーンはアフガニスタンのタリバーンとは別物であり、米軍への攻撃に加え、米国を支援するパキスタン政府に対するジハードも目的としている。2007年12月には、ターリバーンを支持するパキスタン人の武装勢力を統合する目的で、パキスタン国内の13のターリバーン系組織が合体してパキスタン・ターリバーン運動が発足した。発足時の最高指導者はバイトゥッラー・マフスード。パキスタン国内ではパキスタン・ターリバーン運動がアメリカ軍による最大の打倒目標になっている（ワジリスタン紛争）。
アフガニスタン南部ではタリバーンが独自の知事や裁判所を設置して完全な支配下に置いている地域がある。ヴァルダク州ではタリバーン独自の州知事、軍司令官、シャリーア法廷の設置やカーディー（シャリーア法廷の裁判長）を任命し、道路税などの税金の徴収、徴兵、学校の閉鎖やマドラサでの教育の強制、シャリーアに基づく刑罰の執行などを行い、完全にタリバーンの統治下にある。ローガル州のバラキー・バラク地区はタリバーンによる制圧後、床屋で髭を剃ることとテレビの視聴を禁じ、従わないものは「異教徒と外国人のスパイ」とみなすと住民に脅迫したという。ヘルマンド州の大部分も中央政府の支配が及ばず、タリバーンの影響下にあり、地元部族長によれば住民も政府を頼りにするのではなく、ターリバーンの"政府"を頼り、90%の住民がカルザイ政権ではなくタリバーンを支持しているという。
また、再起したタリバンは自爆テロや市街地での無差別テロなどイラク戦争で反米武装勢力が用いた戦術を多用する傾向が顕著になり、アルカーイダとの一体化の進行が指摘されている。またこれらの自爆テロでは米軍の空爆で手足を欠損した身体障害者が6割に上るという調査結果が遺体検分に当たったカーブル大学により2008年明らかにされている。
デビッド・スワンソンは、アフガニスタン国内での米軍の軍需物資の輸送のための運輸業者への支払いが、タリバーン勢力の資金源となっていると主張している。

#### 日本人拉致殺人事件
- NGOボランティアで働いていた日本人が2008年8月26日に拉致され殺害される事件が発生。タリバーン広報官は拉致について関与を認め、NHKに対して「たとえ復興支援が目的であっても、アメリカに協力して、アフガニスタンを訪れる外国人はすべて敵だ」と語った。タリバーンはこの他にも多くの外国人NGO関係者の殺害に関与しているとされる。NHK論説委員山内聡彦の解説によれば、援助関係者を標的にすることでアフガニスタンの復興支援を妨害し、自分たちの武装闘争を有利に運ぶ狙いがある[99]。
- 日本はテロ対策特別措置法（時限立法）に基づいてインド洋において給油活動（自衛隊インド洋派遣）を行なっているが、上記NGO職員殺害事件の結果、2008年10月にこれを延長することへの影響が懸念された。

### 2010年代前半
2011年5月、アメリカ軍がパキスタンでビン・ラーディンを殺害した（ウサーマ・ビン・ラーディンの殺害）。

### 2010年代後半
2015年1月、過激派組織IS（イスラミック・ステート）がKhorasan Province（ホラサン州）の設置を宣言し、最高指導者としてハーフェズ・サイード・ハーンを任命した。ハーフェズはパキスタン・ターリバーン運動の元幹部である。4月、イスラム国とターリバーンはお互いに対するジハードを宣言した。5月、ナンガルハール州やファラー州でISKPとタリバーンの武力衝突が起き、ナンガルハール州の戦いは6月も続いた。同月、ターリバーンの最高指導者ムハンマド・オマルはイスラム国の最高指導者バグダーディーに書簡を送ったが戦闘は止まらなかった。7月、ヘクマティヤール派がイスラム国への支持を表明した。
2015年5月、中華人民共和国の新疆ウイグル自治区の首都ウルムチでターリバーンの代表3名（アブドゥル・ジャリル、アブドゥル・ラザク、ハッサン・ラフマニ）とアフガニスタン政府のマスーム・スタネクザイ大統領顧問による秘密協議が行われたと報じられた。前年の2014年にはタリバーンの代表団が訪中したと報じられていた。
2015年7月、パキスタンのイスラマバードでタリバーンとアフガニスタン政府の初の公式和平協議が開催され、オブザーバーとして中国とアメリカも参加した。旧ターリバーンの最高指導者ムハンマド・オマルはラマダン明けの声明で「武力によるジハードと同時に、神聖な目標達成のための政治的努力や平和的な道を探ることは正当なイスラムの信条であり、預言者ムハンマドの政見の不可欠な要素だ」と述べ、和平協議に肯定的な態度を示した。そのため第二回の和平協議は中国で行われる予定だった。ところがその直後オマルが2013年に病死していたことが明らかとなり交渉は無期限延期になった。一説によるとオマルの病死説は以前から浮上していたがタリバーンやアフガニスタン政府、交渉を仲介したパキスタン政府、アメリカ合衆国や中華人民共和国にとっては生存説の方が都合が良かったため誰も追及しなかった。しかしタリバーン内の和平協議反対派がオマルの病死に気づいた為、7月下旬にオマルの息子のムハンマド・ヤクーブが幹部をクエッタのマドラサに集めて病死を発表した。7月末、2010年から最高指導者を代行していたアフタル・ムハンマド・マンスールが最高指導者に指名され、ジャラールッディーン・ハッカーニーが副指導者に指名された。しかし反対派はムハンマド・ヤクーブの最高指導者就任を求めて納得せず、アフガニスタン北東部のクンドゥーズ州や西部のヘラート州、南部のザブール州などで武力衝突が起きた。一方、アルカーイダはアフタルを支持した。9月、反対派は選挙を要求し、11月に別の最高指導者としてモッラー・モハンマド・ラスール・アーホンドを選出した。モハンマドはターリバーン設立当初からオマルの信任が厚く、ニームルーズ州やファラー州の知事を務めた人物である。
2016年3月、ヘラート州でマンスール派とラスール派が武力衝突し、約150人が死亡した。バードギース州のラスール派の指揮官はマンスール派をパキスタン情報部の走狗と呼んで非難した。2016年5月、アフタル・ムハンマド・マンスールが米軍の無人機攻撃により殺害された。同月ハイバトゥラー・アクンザダが第3代最高指導者に就任した。8月、ザーブル州のターリバーンがダードゥッラー戦線を立ち上げて独立した。ザーブル州の司令官ダードゥッラーは前年タリバーン(マンスール派)に攻撃された際にファラー州のISKP軍に援軍を求め、見返りにISKPに忠誠を誓っていた。

### 2020年代
2020年2月29日、ターリバーンを代表してアブドゥル・ガニ・バラダル、アメリカ政府を代表してザルメイ・ハリルザドが和平合意に関する文書に署名した（ドーハ合意）。まず135日以内に1万2000人規模のアフガン駐留の米軍を8600人規模に縮小する。そして、アフガン国土をテロ攻撃の拠点にしないなどの和平合意をターリバーンが履行したと判断すれば21年春ごろに完全撤収する予定。なお、アフガニスタン政府の治安部隊は、和平合意の対象外であるとして同年3月2日に攻撃作戦を再開すると発表している。
2020年4月、ターリバーンはサーレポル州の「郡長」にシーア派のハザラ人を任命したと発表した。ターリバーンがシーア派ハザラ人を州知事に任命したのはこれが初である。これは、ターリバーンによるマザーリシャリーフ攻略で悪化した民族対立を緩和させ、国内のハザラコミュニティの支持を集めようとする動きと見なされている。
2020年7月28日イード・アル＝アドハーに際して3日間の停戦を発表した。これに引き続き29日最高指導者ハイバトゥラー・アクンザダは純粋なイスラーム政府の樹立と反対勢力にタリバンへの参加を呼び掛けた。
2021年1月、アフガニスタン政府が首都カーブルで武装した中国人集団を逮捕した。一説によると中国人集団は中華人民共和国国家安全部の工作員であり、東トルキスタンイスラム運動に対抗するためにハッカーニ・ネットワークと接触していたと言う。
2021年2月、Pajhwok Afghan Newsの電話調査によると、ターリバーンはアフガニスタンの国土の約5割（52％）を掌握・勢力圏内に収めていると言う。アフガニスタンの388郡のうちターリバーンが郡内を完全に支配しているのは27郡（7％）、政府が完全に支配しているのは67郡（17％）である。またターリンバーンが郡の中心都市を支配しているのは39郡（10％）だと言う。
2021年7月28日、ターリバーンの代表団が訪中し、外交部長（外相）の王毅と会談したアブドゥル・ガニ・バラダルは「中国はアフガン人民が信頼できる友人だ」と述べた。

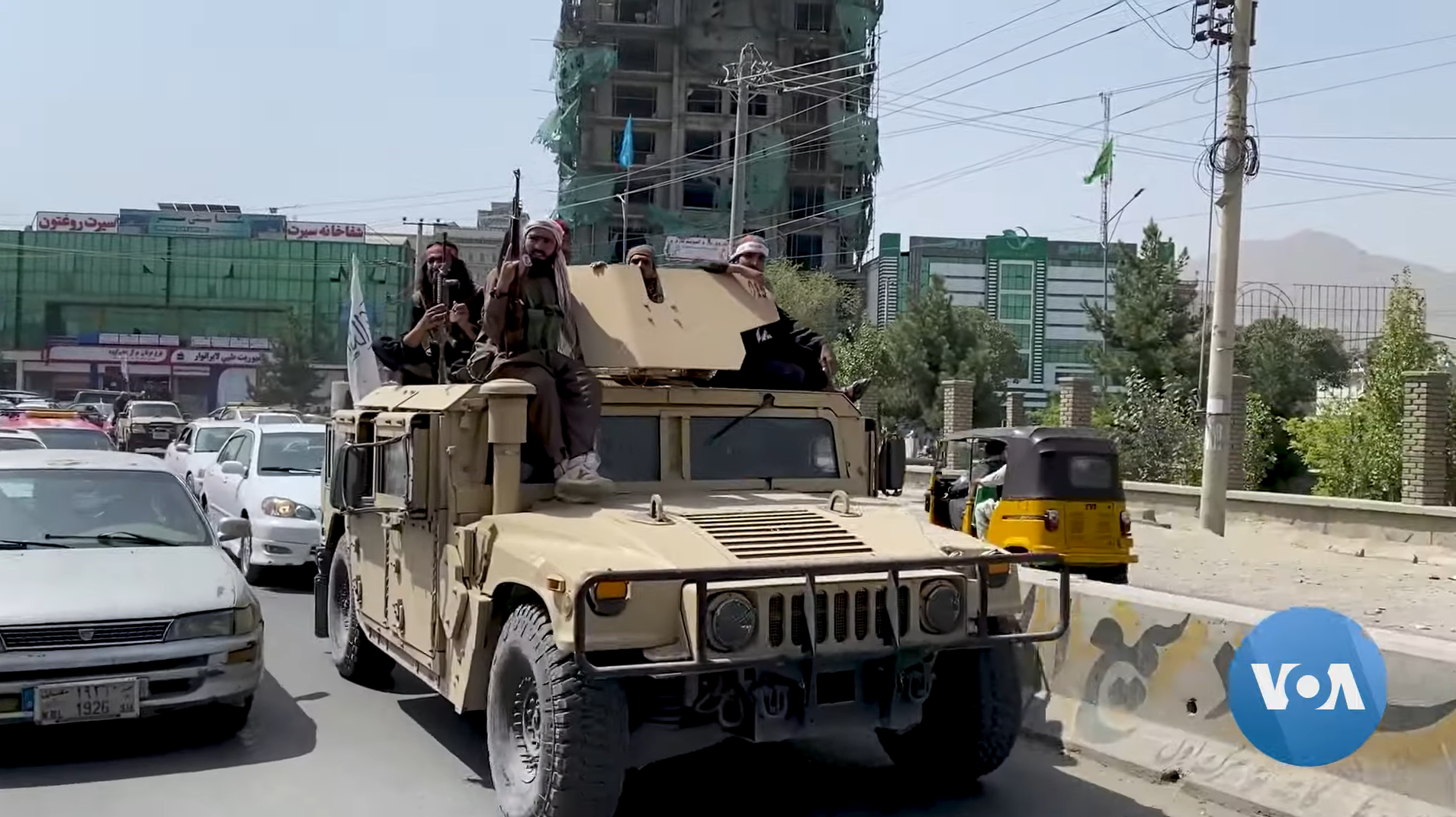
首都カーブルで警戒任務に当たるターリバーンのハンヴィー

2021年8月15日、ターリバーンはアフガニスタン全土を支配下に置いたと宣言（2021年ターリバーン攻勢）。アブドゥル・サタール・ミルザクワル内務相代行は、平和裏に権力の移行を進めると表明した。
2021年1月、アフガニスタン北部のファーリヤーブ州でターリバーン内の民族紛争が発生した。著名なウズベク系ターリバーン司令官で、ターリバーン政権樹立以降ファーリヤーブ州の警察署長を務めていたマフドゥーム・アラムが突如、逮捕・解任さる事件が発生した。この事件に対してウズベク系ターリバーン及びウズベク人住民が大規模な抗議活動を行い、複数のパシュトゥーン系ターリバーンが武装解除された。アラムは2018年頃にファーリヤーブ州におけるターリバーン軍事委員会の会長及び「州知事」を務めていた。

## イデオロギー
ターリバーンのイデオロギーは、デオバンド派原理主義に基づく「革新的な法解釈」で導き出したシャリーアと、ターリバーンのほとんどがパシュトゥーンの部族民であることから「パシュトゥーンワーリー」と呼ばれるパシュトゥーンの社会的・文化的範を組み合わせたイスラム主義だと言われている。
アメリカの研究所の調査によると、調査対象のアフガニスタン人のうち、99％がシャリーア法による国の統治を望み、85％が姦淫者を石打ちすることを望み、81％が泥棒の手を切断する事を望み、50％が背教者の処刑を望んでいる。

### 近代教育に対する見解
イスラム国家においては、近代教育よりも宗教教育が優先され、近代教育は宗教教育の中にあるべきである。 なぜなら、宗教は有益な知識と善行に基づいており、有益な知識と善行は至高なるクルアーンに基づいており、虚偽が存在しないことがすべてのイスラム教徒に証明されているからである。

### 女子教育問題
ターリバーンのメンバーは彼らの教師であったムッラーたちから「女性は誘惑的で、男性をアッラーフへの奉仕から引き離す存在」といった内容の教育を受けていたとされる。1990年代後半に政権の座についた彼らは女性の通学・就労・買い物等含む外出行為や、家族以外の男性が女性と話すことを禁じた。このターリバーンの決定は多くの国際機関や人権擁護団体から、女性への人権侵害とみなされ非難の的となっている。
2021年に政権を奪還してからも、一部地域を除くアフガニスタンのほぼ全土で女子の中等教育を停止させた。教育大臣代行のヌールラ・ムニルは「私は女子教育に反対しない」と述べ、女子中学校（日本では中学・高校）の閉鎖に法的根拠はなく、文化的制限によって閉鎖されているとした。高等教育大臣のアブドゥル・バキ・ハッカーニは「アフガンで教育に反対している人はいない」と述べたが、シャリーアに即した教育環境が整っていない事が原因であると主張し、ムニル教育大臣とは異なる見解を示した。ハッカーニ高等教育大臣は、女子生徒は敬意を払われる存在で、男子生徒のように徒歩や公共交通機関で通学するのではなく、車などの通学手段が確保されるべきだが実現していないと主張した。ザビフラ・ムジャヒド情報・文化副大臣代行はニュースで女子学校がいつ再開されるかを問われ、「私次第ではありません。私たちの長老たちが開校時期を決定します。早く開校し女子が学校に通えるようになることを願っています」と述べ、宗教問題のために閉鎖されているとした。その後、2022年には中等教育7年生以上、高等教育を含む女子教育が事実上中止された。
女性の教育はハラームではないが、道徳退廃を防ぐために教育課程はシャリーアに準拠したものである必要があり、また、不必要に家を離れてはならない。

### 女性の服装

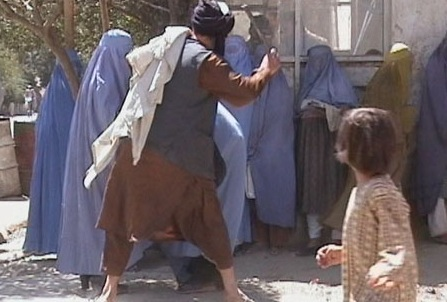
公共の場でブルカの被り物を脱いだとして、タリバンの宗教警察が女性を暴行している様子

女性が教育等で外出するときは、マフラム(兄弟やおじ、父親など親族関係にある男性同伴者)以外の男性に身体を見せてはいけないため、合法的な服装（ヒジャブ）でなければならない。合法的な服装とは主に7つ条件があげられる。①除外された部分を除いてヒジャブで全身を覆わなければならない。②ヒジャブはそれ自体が装飾品であってはならない。ジャーヒリーヤの無知な女性のように自らの美しさを男性にひけらかしてはならない。③身体を覆うものが透明だったり透けたりするものではいけない。④ヒジャブは幅が広く、ボディーラインを露出するようなきついものではならない。⑤外出する際に香水をつけてはならない。美しい服や宝石などと同じで、情欲を刺激することに関係しているからである。例え夫が許可しても、女性が身を飾り外出するのは大きな罪である。⑥男性と似た服を着用しない。男女共に異性を模倣することは神によって禁じられている。⑦不信者の服装を模倣しない。男女共に服装や飲食習慣などで不信者を模倣することはシャリーアによって禁じられている。
以下は勧善懲悪省の法令である。
- イスラム教徒の女性はヒジャブの着用が義務付けられている。
- 衣服で覆われた身体はヒジャブとみなされるが、身体が見える程薄かったり、タイトであってはならない。
- チャドル（ブルカ）はヒジャブの最良の形態である。
- 「ヒジャブ」と呼ばれる黒い服も、きつすぎなければ（ボディーラインが露出しなければ）許容される。
- 幼かったり年老いていない女性は、顔の部分は目の部分を除いて隠さなければならない
- そもそも家から出ないことが、ヒジャブの規定を遵守するという意味において最善である。

ヒジャブは男性から性的な眼差しを避けるもので、着用する女性自身をそのような視線から守るだけでなく、男性が性的な意識を持つことを防ぐ目的もある。

### バッチャ・バズィーの抑圧
アフガニスタンでは古くから思春期以前の年齢層の男子が裕福で権勢のある男に買い取られ娯楽もしくは性行為の相手をさせられる、いわゆる児童売買春が行われてきた。ターリバーンは同性愛を非イスラム的でシャリーアと相容れないものとみなしていたため、バッチャ・バーズィーを行った者を死刑に処した。

### 音楽の禁止
ターリバーンは音楽の禁止を打ち出している。2021年8月には、北部バグラーン州で民族音楽の歌手を処刑。政権再奪取時には多くの音楽家が迫害を恐れて国外へ逃亡することとなった。2023年7月29日には、西部ヘラート州でギター、ハーモニウム、タブラといった楽器のほか、アンプやスピーカーなどの音響機器を焼却処分にするデモンストレーションが報道された。燃やされた楽器類は、市内の結婚式場から集めたものが大半を占めた。

## 資金
タリバーンは麻薬や鉱物、石油の販売、外国からの寄付、市民からの徴税により多額の収入を得ている。一説によると2011年の収入は3億～5億米ドルに達し、そのうちケシ栽培による収入は約1億ドルと言われている。タリバーンは2017年頃からヘロインの生産も開始し、現在はタリバーンの収入の半分（4億ドル）が麻薬の生産と輸出によるものという説もある。

## 装備

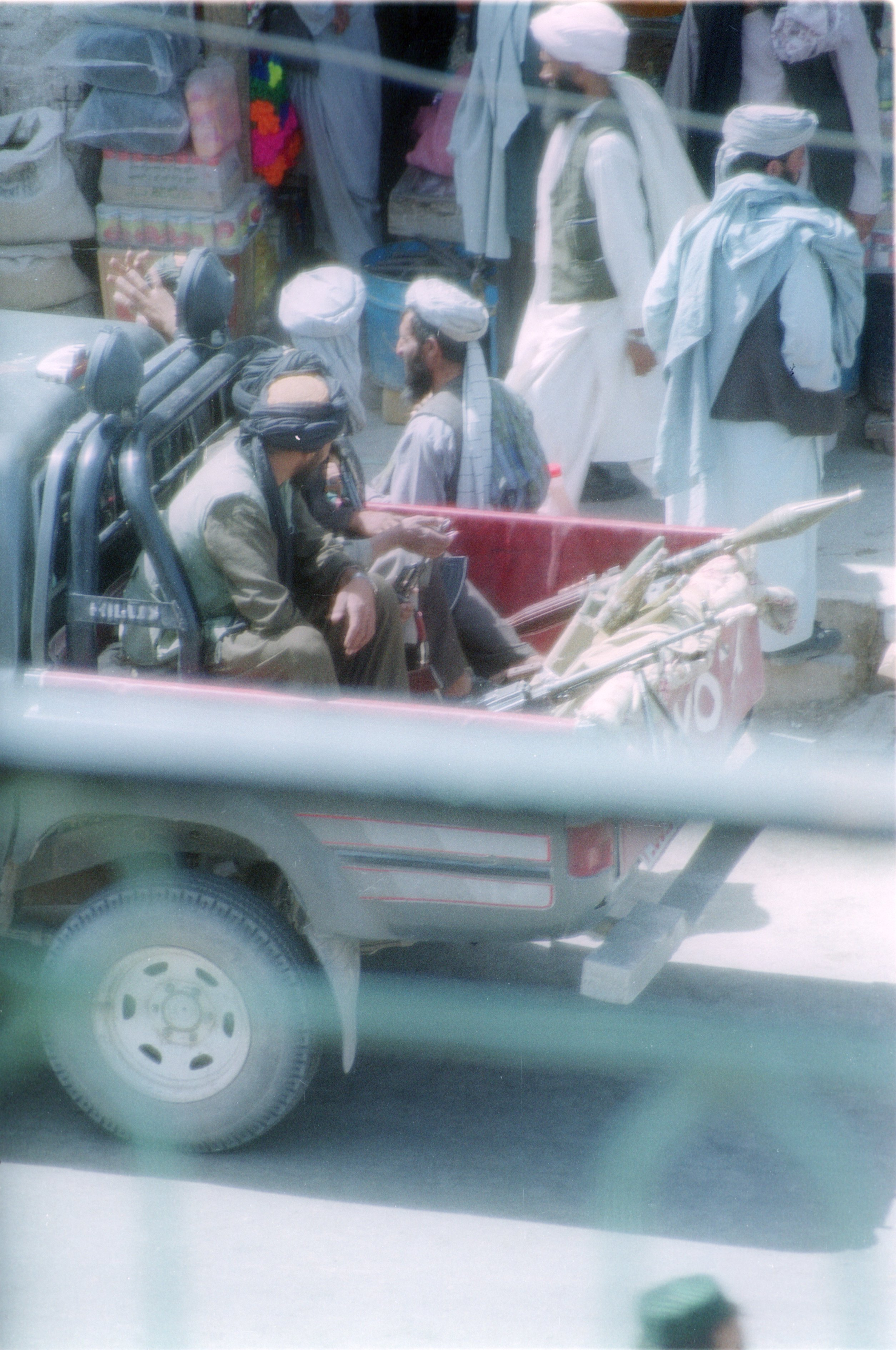
ヘラートでピックアップトラックに乗る武装ターリバーン（2001年）

初期の段階では、戦闘員の多くはAK-47やRPK、RPG-7を装備し、移動にはテクニカルを利用するなど、民兵然とした装備であったが、アフガニスタン軍から鹵獲したアメリカ製武器のM16、M4カービンや付属する豊富なアクセサリーキット、M240、M249、AT-4、戦闘服・ボディーアーマー・防弾ヘルメット・暗視ゴーグルなどの個人装備、M2などの支援火器、ハンヴィーやMRAP、M1117装甲車、M113などの近代的な装備を利用し始めている。また、BTR-60、BTR-70、BTR-80、BMP-1、T-55などの旧式ながら強力な兵器も入手している。この他にも航空機として、MD-530、UH-60、CH-46、Mi-17、C-208/AC-208、A-29、C-130などを入手しているが、運用能力があるかは不明である。しかし、UH-60やMi-17は飛行している姿が度々撮影されている。

## 麻薬問題
アフガニスタンでは、メソポタミア文明以来、医薬品の抗がん剤やモルヒネ（鎮痛剤）「植物性アルカロイド」の原料であり、麻薬のアヘンやヘロインの原料になるケシの栽培が伝統的に盛んだった。ターリバーンは、1997年終盤にケシ栽培を禁止したものの効力を得ず、2000年までには、アフガニスタン産のケシは、世界の75%に達した。2000年7月27日に再びケシ栽培禁止の法令を出し、国連の調査によれば、ナンガルハル州では12,600エーカーあったケシ畑がターリバーンによって破壊され、17エーカー(以前の0.14%)にまで減少するなどした。
こうした幾度かの禁止令にも関わらず、ターリバーンは実際にはアヘン栽培を積極的に容認したものと考えられている。2001年の国連麻薬取り締まり計画や1999年のウズベキスタンやタジキスタンの報告によれば、ターリバーンの支配地域が広がるにつれ周辺諸国への密輸量は跳ね上がり、隣国のパキスタンでは1979年に皆無だった麻薬中毒者が1999年には500万人に達した。イランでは同時期120万人のアヘン中毒患者が報告された。
アフガニスタンを根源にする麻薬汚染の拡大に国際的な非難が相次ぐ中、ターリバーンは、麻薬使用への死刑適用、生産地でのケシ栽培の取り締まり等、麻薬を取り締まるかのような姿勢を演出した。
しかしながら、生産量を減らしたとはいえヘロインはタリバーンが支配するただ一つの工場のみで生産が継続され、またケシ栽培の削減開始後も2,800トンに上るアヘン在庫は維持され、出荷が停止することはなかった。このため2000年12月の安全保障理事会決議1333では、ターリバーン政権にアヘン製造を禁止する要請が出されている。
麻薬追放・減産の形を取りながら、生産や輸出そのものの停止には至らず、むしろ麻薬類の国家管理が厳格化されたことを如実に示すこれらの事実により、ターリバーンによる2000年の麻薬禁止令は、実質としては当時供給過剰により下落傾向を見せていたアヘン相場に歯止めを掛けるための一時的な出荷停止措置であったと見られる。
この価格統制政策はターリバーン政権が崩壊した事で崩れ、北部同盟の掌握地域では各軍閥が自派の資金源として、または貧農が生活のためにケシ栽培を再開するケースが続出した。この為に生産量は再び激増、国内総生産（GDP）の50%に相当する産業となっている。これは2005年では全世界の87%に当たる生産量である。
アフガニスタン共和国政府はケシからの転作を進めて、2008年には前年に比べてケシ畑の耕作面積を19%減少させた。しかしアフガニスタンのケシ畑はタリバーンの勢力が強いヘルマンド州に全体の3分の2が集中しており、ターリバーンの資金源となっていると見られている。またアヘン生産者が国内の混乱を継続させるためにタリバーンに献金を行っているという指摘もある。
ターリバーン政権の成立後に情報文化大臣になる予定とされるザビフラー・ムジャーヒド報道官は、今後アフガニスタンはいかなる種類の麻薬も作らなくなることを明かし、市民が麻薬に代わる作物を栽培できるようになるためには国際的な支援が必要だと指摘した。

## 対外関係

### 主権国家

#### パキスタン
ターリバーンは1996年の政権樹立前からパキスタンから支援を受けており、米軍侵攻後はターリバーン高官が潜伏していたパキスタンで当局に逮捕されるなどの事件はあったものの友好関係にあるとされる。
パキスタン軍にとり、敵対するインドとの対抗上、アフガニスタンに親パキスタン政権を据え、「戦略的な深み」を得ることは死活的な課題であった。そして「親パキスタン政権」とは、民族的にはアフガニスタンとパキスタンにまたがって存在するパシュトゥン人主体の政権であり、かつ、パシュトゥン民族独立運動につながることを阻止する必要から、イスラム主義を信奉する勢力でなければならなかったという。このためそうした要件を満たすターリバーンはパキスタンの全面的な支援を得て支配地域を拡大していった。アフガニスタンにパキスタンの傀儡政権が成立することは、中央アジアにおける貿易やアフガニスタン経由のパイプラインを独占するという思惑、またインドとのカシミール紛争で利用するイスラム過激派をパキスタン国外で匿うという目論みにも好都合であった。特にISI(軍統合情報局)長官を務めたハミード・グルと深く関わり、人権問題を理由にアメリカが支援を絶った以後も、ISIから援助を受けていたとされる。1997年にターリバーン軍がマザーリシャリーフの攻略に失敗し、その主力を一挙に喪失してからはISIはより直接的な関与を深めた。2000年の第二次タロカン攻略戦ではパキスタン正規軍の少なくとも二個旅団以上及び航空機パイロットがターリバーン軍を偽装して戦闘加入したとされている。このため2000年12月にはコフィー・アナン国連事務総長がパキスタンを非難する事態となった。
米軍侵攻後、ターリバーン指導部の大半はパキスタンに身を隠し、クェッタ・シューラと呼ばる指導部を再編成し国境越しにアフガニスタンでの反撃作戦を指揮していたとされている。
デュアランド・ラインと呼ばれるアフガニスタン-パキスタン間の国境は両国の政府の管理が及ばない地域が多く、政府の管理なしに不特定多数の人々が制限を受けることなく国境間を自由に行き来できた。当該国境はターリバーンの主要民族であるパシュトゥーン人(アフガン人)の居住地帯を跨いでいる。デュアランド・ラインを跨いでパキスタン側のパシュトゥーン人居住地域にはトライバルエリアが広がっており、その地に居留するターリバーン司令官らがマドラサを通じてアフガン人のターリバーン戦闘員の採用していた。トライバル・エリアではパキスタンの憲法上の規定から同国の法律は運用されておらず、また、中央・地方政府の実権が及ばない地域が多かった事からパキスタン政府はターリバーン関係者を追跡しきれなかったと言われている。民族分断や歴史問題を孕むデュアランド・ラインを巡ってはアフガニスタンとパキスタンとの間で長年国境紛争になっている。ターリバーン政権の最高指導者オマル師はパキスタンの政治家からデュアランド・ラインを受け入れたか否かを聞かれた際に憤慨したと伝えられている。
パキスタンはターリバーン最大の後ろ盾と考えられてきたが、2021年11月現在ターリバーンが樹立した「アフガニスタン・イスラム首長国」を国家として承認していない。

#### サウジアラビア
1990年代半ばにはサウジアラビアはパキスタンを通じてターリバーンに資金援助を行っており、アフガニスタンの安定化に対するターリバーンへの期待は高かった。アメリカとターリバーン政権の関係が悪化し、アメリカがサウジアラビアに対してアフガニスタンにビンラーディンの引渡しをさせるように求めても、サウジアラビアはターリバーンに圧力をかけるのに消極的であった。しかし、1979年から2001年までサウジアラビア総合情報庁の長官だったトゥルキー・ビン・ファイサル・アール・サウード王子は、ターリバーン政権末期のオマル師との対談で、オマル師から「サウジアラビアはビンラーディンと話し合うべきであり、彼と戦うのではなく帝国主義者と戦うべきだ」と言われた。アメリカとの対決を迫られたファイサル王子はファハド国王とアブドゥッラー皇太子にサウジアラビアはターリバーンと断交するべきだと忠告した。ターリバーン政権の崩壊後は、サウジアラビア内からターリバーンに対して多額の寄付を行うイスラム主義者の存在が明らかになっており、国連から制裁を受けているターリバーン構成員の資金洗浄場所となった。サウジアラビアはこれらの対応に消極的だった。
宗教面に関する論争については、サウジアラビアのイスラーム法解釈の主流であるハンバル学派に属するワッハーブ派は、ターリバーンのイデオロギーであるハナフィ―学派に属するデーオバンド派をサラフィーにスーフィズムを融合させたものであると批判している。

#### イラン
シーア派イスラム神権国家のイランはアフガニスタン内戦中にシーア派のハザーラ系武装勢力を支援してきた事から、スンナ派のターリバーンとは不倶戴天の敵同士であった。
1997年には、マザーリシャリーフを攻撃したターリバーンが前年に同勢力3000人をハザーラ・ウズベク民兵に虐殺された報復として、マザーリシャリーフで大虐殺を実施し、同時にマザーリシャリーフ駐在のイラン外交官10人が殺害された。ターリバーンは「殺害されたのは外交官ではなく工作員」と主張したが、後にターリバーン戦闘員の暴走が原因だったとされている。イラン世論はこれによって反タリバン一色となり、イラン軍はターリバーンの総兵力を上回る7万人の部隊をアフガニスタンとの国境沿いに展開した。以後、イランは北部同盟を支援するようになった。
一方で2000年代中頃からはイランとターリバーンは友好関係に近い状態であるとされる。2007年と2011年にアフガニスタンに駐留していた多国籍軍は、イランのターリバーンに対する武器輸送を傍受した。2012年にイランは同国東部のアフガニスタン国境沿いにあるザーヘダンにターリバーン事務所の開設を許可した。2010年代、副指導者のマンスール師はイランとの関係改善に努め、マンスール師自身がイランを訪問した。2015年、ISKPのシーア派殺害に対してターリバーンは「分断・差別・不寛容を生じさせる」として批判を行った。2020年1月、バグダード国際空港攻撃事件でイスラム革命防衛隊「ゴドス軍」の最高司令官ガーセム・ソレイマーニーがアメリカに暗殺された際に、ターリバーンは「私たちは神に、この偉大な戦士に楽園を与え、彼の家族に忍耐を授けるように求めます」と声明で発表した。スンナ派イスラム主義組織がシーア派の要人に対して哀悼の意を表明するのは極めて異例である。また、ターリバーンにハザーラ人司令官が登用されるなど、イランの影響が見られるようになった。
イランはターリバーンに対して親和的になったと考えられてきたが、2021年8月15日のカーブル陥落以後、イランは在アフガニスタン大使館と領事館を閉鎖し、今日に至るまでアフガニスタンのターリバーン政権を国家として承認していない。ただ、2022年1月にはターリバーン政権の外相代行アミール・ハーン・ムッタキーがテヘランを訪問し、イラン外相のホセイン・アミールアブドッラーヒヤーンと会談している。

#### アメリカ
ターリバーンは創設当初、軍事面および資金面でパキスタンのISIを通じて間接的にCIAの支援を受けていた。強力で安定的な政権は中央アジア安定化につながるとして、アメリカ合衆国政府（クリントン政権）の支持を得ていた。しかし、ターリバーンによる人権侵害、特に女性の扱いに世界が注目するようになり、米国政府もターリバーンへの姿勢を変化させていった。1997年11月にはマデレーン・オルブライト国務長官がターリバーンの人権侵害を批判し、米国のターリバーンへの反対姿勢を明確にした。1998年8月にケニアとタンザニアのアメリカ大使館爆破テロ事件が発生すると、アメリカは人権問題以上にテロの観点からターリバーンへの敵対姿勢を強め、報復としてアフガニスタンのアルカーイダ基地を巡航ミサイルで爆撃した。以降、米国政府は再三、ターリバーンに対してアルカーイダ指導者の引渡しを求めたがターリバーンが拒否したため関係は悪化の一途を辿った。2001年、アメリカ同時多発テロ事件によりアメリカは、ターリバーンに対し再びアルカーイダ指導者の引渡しを求めたがこれも拒絶されたため、米国はイギリスやドイツ、フランス、カナダ等と共同でアフガニスタンに対し軍事侵攻を開始した。2009年頃から、ターリバーン-米国間で和平交渉の動きが見られるようになった。2015年、ターリバーンの最高指導者マンスール師が米軍の空爆によって暗殺された。2020年、アフガニスタン・イスラム首長国（ターリバーン）と米国（トランプ政権）の間で和平合意が結ばれ、条件付きで米国及び連合軍がアフガニスタンから撤退する事が決まった。2021年8月、ターリバーンが政権を奪還し、米国（バイデン政権）はアフガニスタンから完全に撤退した。
アメリカは2001年に大統領令でターリバーンをテロ組織として指定したものの、「外国のテロ組織リスト」に記載せず、反乱軍として取り扱ってきた。ターリバーンが樹立したアフガニスタン・イスラム首長国を国家として認めた事はない。

#### 中国
中華人民共和国は1996年から2001年まで続いたターリバーン政権を国家として承認しなかったものの、隣接する新疆ウイグル自治区の問題から非公式の外交関係を持ち、2000年11月に非イスラム教国の外交官では初めて中国の駐パキスタン大使がオマル師と面会を許された。
第1次政権崩壊後も和平交渉でターリバーンと関わっており、ターリバーンが政権奪還してからは急速に接近し、中国は世界で初めてターリバーン暫定政権の大使を受け入れた国となって海外の企業では初めて中国企業が資源開発の契約を獲得し、ターリバーンは一帯一路に参加して中国・パキスタン経済回廊をアフガニスタンまで延伸する構想を中国・パキスタンとともに打ち出している。

#### 日本
日本は1996年から2001年まで続いたターリバーン政権を国家として承認しなかった。日本はターリバーンに対して2001年の米軍侵攻まで続いたアフガニスタン内戦中、対立する北部同盟との間で和平交渉をするように呼びかけていた。
第一次政権期にはアッバス ・スタネクザイ保険相が度々来日し、医療支援を求めている。このように幹部が来日する事例は政権崩壊後も確認されている。2012年にはターリバーン政治委員会のカーリ・ディン・ハニフ委員（2021年11月時点でターリバーン暫定政権における経済大臣）と元駐パキスタン大使アブドゥル・サラム・ザイーフが、同志社大学におけるアフガニスタンに和平を構築するシンポジウムに出席している。この機会にターリバーン要人の2人は広島の原爆資料館に立ち寄っている。
2001年、ターリバーン政権下のアフガニスタンに入った日本人ジャーナリストによると、ターリバーン兵から日露戦争と当時アメリカに迫っていた経済成長を賞賛され、ターリバーンと同盟を組んでアメリカと戦争する事を勧められたという。ターリバーンは2019年に公開したビデオ「Umari Army (6)」で、アメリカの介入政策を批判し、介入政策で生じた悲劇の一例として第二次世界大戦中に発生した広島への原爆投下を挙げた。
2021年11月現在、ターリバーンは日本との交流に積極的な姿勢を見せているが、日本は慎重な姿勢を崩していない。
2021年8月15日、ターリバーンのカーブル制圧に伴い日本は在アフガニスタン大使館を閉鎖した。同月25に菅義偉首相は「再びテロの温床になることを食い止め、女性などの権利を守っていくために、G7を含む関係国と緊密に連携をしていく」と述べ、テロ支援や人権侵害に関してターリバーンへの不信をあらわにし、欧米諸国と歩調を合わせて対応する方針を示している。ターリバーンのスハイル・シャヒーン報道官は24日、アフガニスタンでの日本の非政府組織（NGO）の活動を高く評価し、大使館やNGOの職員らの「生命と財産」を保証すると強調した。アフガニスタンからの退避が進む25日に、ザビフラ・ムジャヒド報道官はアフガニスタンと日本の歴史的な友好関係について言及し、アフガニスタンに駐留する日本人に対して退避して欲しくない、協力してほしいなどとする趣旨の発言をした。
11月21日から4日間の日程でアフガニスタン入りした岡田隆大使は、ターリバーン政権副首相のバラダル師とカビール師と会談した。11月24日には、ターリバーン政権外務省のカハル・バルヒ報道官は岡田大使が大使館の再開に向け調整を進める意向を示した事を明らかにした上で「日本大使館の安全には特に注意を払う」と発言した。一方で、松野博一官房長官は大使館の再開に関して具体的な予定は無く、「タリバンに対する日本政府の立場を何ら予断するものではない」とした。

### イスラム主義組織

#### アルカーイダ

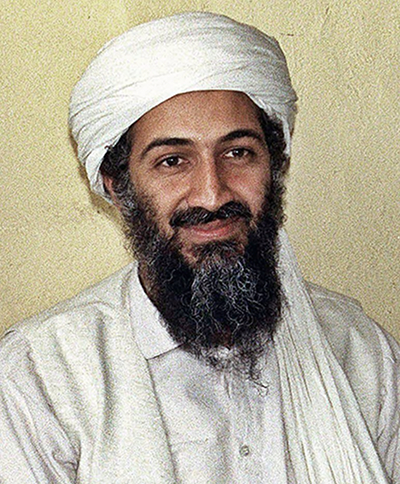
客人だったウサーマ・ビン・ラーディン

1996年にスーダンから追放されたウサーマ・ビン・ラーディンはターリバーン統治下のアフガニスタン・ジャラーラーバードに亡命した。ビン・ラーディンはターリバーンの最高指導者ムハンマド・オマルと親密な関係を築き、ターリバーンの庇護下で反米テロ活動を続けた。この頃からターリバーンはアルカーイダの過激思想の影響を受け、反米感情を抱くようになり、内政においても過激な政策が増加した。
ターリバーンはアルカーイダに軍事や資金面で支援を受けていた。1997年にターリバーンがマザーリシャリーフ攻略に失敗し、捕虜となったターリバーン兵数千人がアブドゥル・マリクによって虐殺された際、ビン・ラーディンはISIと共にターリバーンを強化するために新兵採用の資金と軍用車両などを支援した。また、ターリバーンはアフガニスタン・イスラム首長国の外国人精鋭部隊「055旅団」の育成をアルカーイダに任せた。
1990年代にビン・ラーディンはムハンマド・オマルに忠誠を誓い、アルカーイダは形式的にターリバーン傘下の組織となっている。ビン・ラーディン死後もアルカーイダ2代目最高指導者ザワーヒリーがターリバーン2代目最高指導者アフタル・マンスールや3代目ハイバトゥラー・アクンザダに忠誠を誓っているが、ターリバーンはこれを拒否している。2020年に結ばれたアメリカ合衆国-アフガニスタン・イスラム首長国（ターリバーン）間の和平合意で、ターリバーンは国際テロ組織（アルカーイダ等）との関係断絶を受け入れた。

#### パキスタン・ターリバーン運動
パキスタン・ターリバーン運動は、主にアフガニスタンと国境を接するパキスタン領土内の連邦直轄部族地域並びにカイバル・パクトゥンクワ州で活動するパシュトゥーン人のイスラム主義組織である。パシュトゥーン人が多数を占める組織という点でターリバーンと類似しているものの、組織・指揮系統及び活動目的は大きく異なる。
パキスタン・ターリバーン運動は、彼ら自身とは民族の異なるパンジャーブ人が多数を占めるイスラマバード中央政府に対する敵意によって、複数のイスラム主義グループが連合して誕生したものであり、中央指導部の運動全体に対する統制力は低いとされる。ターリバーンは2010年代まで、最高指導者ムハンマド・オマルが絶対的な権威を持っており、オマルの死後には内紛が起きたものの、連合組織であるパキスタン・ターリバーン運動に比して現在でも指導者評議会の組織に対する統制力は強い。活動目的については、タリバーンはアフガニスタンをイスラム国家として復興させることであり、他方、パキスタン・ターリバーン運動はパキスタン政府を打倒してイスラム国家に改造することである。
パキスタン・ターリバーン運動はパキスタン政府とは強い敵対関係にあるものの、ターリバーンはパキスタンと親密な関係にあるとされている。
2009年、パキスタン・ターリバーン運動の指導者3人がターリバーンの最高指導者オマルの要請を受け、アフガニスタンで協力してジハードを行う事に合意したがすぐに破綻し内紛が起きた。
2013年には、タリバーンとパキスタン・ターリバーン運動が武力衝突して後者の司令官が戦死したとする報道があった。
2014年にパキスタン・ターリバーン運動が実行したペシャーワル軍事学校襲撃事件に対し、タリバーンは「非イスラム的だ」として非難した。
タリバーンはパキスタン・ターリバーン運動との間に何ら関係を持っていないと主張しているが、パキスタン・ターリバーン運動の報道官は最高指導者マウラナ・ファズルッラーがアフガニスタン東部のクナル州でターリバーンにかくまわれていること、資金面でターリバーンから援助を受けている事を明らかにした。
2021年8月15日のターリバーンのアフガニスタン制圧に伴って、過去にパキスタン・ターリバーン運動の副指導者を務めていたファキール・ムハンマドがアフガニスタンの刑務所から解放された。ファキールがターリバーン又はパキスタン・ターリバーン運動の兵士を連ねてアフガニスタンの市街地を凱旋する映像が公開された。
2021年11月8日、ターリバーン政権の仲介でパキスタン・ターリバーン運動とパキスタン政府は1ヶ月の停戦合意を結んだ。

#### IS（イスラミック・ステート）
ISとタリバーンは敵対関係にある。ISのアフガニスタン支部である「イスラム国ホラサン州（ISKP）」はパキスタン・ターリバーン運動から分離して誕生した勢力である。ISKPはウズベキスタン・イスラム運動やターリバーン内の不満分子などを吸収しつつ2016年頃に勢力を拡大し、これまでにタリバーンと200回以上交戦している。ISKPはターリバーンが根付いていないアフガニスタン北部や、パキスタン・ターリバーン運動の影響を受けている東部の山岳地帯を中心に活動していた。
2013年アルカーイダのイラク支部から発展したISは、アルカーイダ本部からの解散命令を無視し、アルカーイダの統制下にあるシリアのアル=ヌスラ戦線とも衝突を繰り返すようになった。ISとアルカーイダ本部は敵対関係に至り、タリバーンはISに対して沈黙していた。ISはアフガニスタンもカリフ制の支配下に入るべきだとし、アフガニスタン紛争へ介入する姿勢を見せた。
2015年にターリバーンの副指導者であったアフタル・マンスールは最高指導者ムハンマド・オマル（2013年に病死）の名義で、IS最高指導者のアブー・バクル・アル＝バグダーディー宛に、アフガニスタン紛争への関与を警告する旨の声明を発表した。同年、ISのアフガニスタン支部であるISKPが同国東部で、共和国政府またはタリバーンに同調する「背教者」とする人質を爆殺し、タリバーンは非難声明を出した。
2017年から2018年にかけてジョウズジャーン州ダルザーブ郡の支配権を巡ってISKP-ターリバーン間で激しい戦いが起きた。残虐な振る舞いを理由にタリバーンから追放されたウズベク系のカーリ・ヘクマトとネマットはISに忠誠を誓い、2016年から2018年にかけて地元のタリバーンを駆逐して実権を握っていた。2018年7月初旬、タリバーンは特殊部隊を投入してISKPを撃破。司令官ネマットはタリバーンから逃れるために共和国政府に降伏する事を決定し、生き残ったIS戦闘員は政府軍のヘリコプターで州都シェベルガーンまで運ばれ、手厚くもてなされた。
2021年4月19日、ISPP（イスラム国パキスタン州）はペシャーワルで、タリバーン司令官のナイク・ムハンマド・ラフバルを暗殺した。ラーバーは、ナンガルハール州における対IS作戦を率いてきたターリバーン司令官の1人であり、ナンガルハール州のホギャニ地区で行われた葬式には大勢の地元住民が参列した。
2021年8月16日、タリバーンは制圧したカーブルの刑務所で、過去にISKPの最高指導者を務めていたZiya ul-Haqを含む約150人のIS収監者を処刑した。
2021年8月26日、タリバーンの支配下にあるカーブル国際空港で自爆テロを行い、タリバーン兵28人を含む182人を殺害した。
2021年10月3日、ISKPはカーブルのイードガーモスクで爆弾テロを発生させ、民間人5人を殺害した。同モスクではタリバーン政権の大臣ザビフラ・ムジャヒドが母親の追悼式を行っていた。翌日、タリバーンはカーブルでISホラサン州の隠れ家を襲撃しその場にいた関係者10人を全員殺害した。
デーオバンド派のタリバーンの一部はサラフィー主義者をISの温床と見なして激しく敵視しており、サラフィー主義者の多いアフガニスタン東部ではターリバーンによるものと推測されるサラフィー派の民間人に対する超法規的処刑が横行している。
2021年9月5日、カーブルでサラフィー主義のウラマー（聖職者）オバイドゥラ・ムタワキルがターリバーンによって殺害された。ムタワキルの教え子の多くはISKPに参加していた。翌日、タリバーンはサラフィー主義のモスクやマドラサを36箇所以上も閉鎖した。
現在、ターリバーンはISKPという名の組織の存在を否定して、単に「裏切り者」「ハワーリジュ派（異端者）」と呼び、一方でISKPはターリバーンに対して米国と取引したことなどを批判し「背教者」と呼んでいる。

## 主要な事件

### 米軍介入前
- 1994年春、30人のターリバーンが地元カンダハール州の軍閥を攻撃。これが、ターリバーン初の軍事行動となった。
- 1994年11月、アフガニスタン第二の都市、カンダハール市を制圧した。
- 1995年2月、首都カーブル周辺に布陣していた軍閥ヘクマティヤール（元首相）派を破った。
- 1995年3月、アフガニスタン・イスラム国のアフマド・シャー・マスード司令官と和平交渉するも、決裂しカーブルで内戦再開。マスードの攻撃を受け、ターリバーンの下に逃れたハザラ系シーア派武装勢力の司令官アブドゥルアリー・マザーリーが不審死。
- 同月、マスード率いる政府軍がカーブルで市街戦を開始し、ターリバーンは郊外に撤退した。
- 1995年8月、西部ヘラート州から南部カンダハールに向けて進撃してきたイスマーイール・ハーン率いる政府派部隊を補足し勝利。追撃を続けたターリバーンはそのままヘラートを占領し、イスマーイール・ハーンはイランに逃亡した。
- 1996年8月、ターリバーンはアフガニスタン東部ジャラーラーバードを攻略。
- 1996年9月、カーブル攻略。共産党政権時代の大統領ムハンマド・ナジーブッラーを処刑。続けて、ドスタム・ラッバーニー・マスードに対し死刑を宣告。
- 1997年5月、ドスタム派の支配下にあったバルフ州の中心都市マザーリシャリーフを攻略中のターリバーンが、ハザーラ人やアブドゥル・マリクの反乱に遭い敗北。捕虜となった数千人のターリバーンは、ダシュテ・ライリ砂漠にてウズベク系のマリク部隊とハザーラ人の武装勢力によって集団処刑された。
- 1997年7月、ターリバーンはドスタム派の中心地であるファーリヤーブ州とジョウズジャーン州を西方から急襲し素早く攻略。ヘラートから東進してきたターリバーン部隊は前二州に続けてバルフ州のドスタム派を無力化した。
- 1997年8月、マザーリシャリーフを攻略したターリバーンは、前回の復讐のために、何千ものウズベク人やハザラ人を大量虐殺した。バルフ州のターリバーンはシーア派はムスリムではないとして、ハザラ人に改宗か死の決断を迫った。一連の出来事の中でシーア派のイラン外交官10人が殺害された。
- 1998年9月、ターリバーンはバーミヤーンを攻略した。
- 2001年3月、ターリバーンはムハンマドの偶像破壊に倣って、バーミヤーンの大仏遺跡を爆破した。
- 2001年10月、米国を主導とする不朽の自由作戦が開始された。
- 2001年11月-12月、カーブルやカンダハールといった主要都市が北部同盟軍・地方軍閥・多国籍軍の侵攻で陥落し、ターリバーン政権崩壊。

### 2000年代
- 2001年12月、ドスタム派が数千人規模のターリバーン捕虜を虐殺[224]。後年、米国国務省は、米国の同盟軍によって1500人程の捕虜が死亡したとの見解を公表した[225]。
- 2006年12月、米軍はタリバーンの軍事評議会議長であるムッラー・アフタール・ムハンマド・ウスマーニーをアフガニスタン南部で殺害したと発表。
- 2007年5月、同じく軍事司令官で、ターリバーン政権時代に建設相を務めたムッラー・ダードゥッラー・アフンドが戦闘で死亡。同年12月、タリバーンのスポークスマンであるザビウッラー・ムジャーヒドは「ダードゥッラー兄弟はタリバーンの規約に反して活動していたため、運動から除名されていた」と関係を否定する声明を発表。

- 2008年2月11日、パキスタン国軍は、同国南西部のバローチスターン州でダードゥッラーの兄弟であるマンスール・ダードゥッラーを拘束したと発表した。
- 2008年2月18日、アフガニスタン駐留するNATO傘下の国際治安支援部隊の発表によると、南部ヘルマンド州でタリバーン同州指導者のムッラー・マティーンとムッラー・カリーム・アガーを殺害したと発表した。
- 2008年3月31日、ヘルマンド州の州都ラシュカルガーにおける戦闘でタリバーン現地指導者の一人、ムッラー・ナキーブッラーをアフガニスタン警察が拘束した。ナキーブッラーは過去2回拘束されているが、その都度に脱走していた。
- 2008年7月17日、アフガニスタン駐留多国籍軍の発表によると、ヘルマンド州におけるタリバーン指揮官、ビスムッラー・アフンドを7月12日に殺害したと発表した。
- 2008年8月22日、アフガニスタン国防省報道官の声明によると、ヘラート州において地元の過激派と会合中だったタリバーン現地指導者、ムッラー・ シッディークをアフガン軍が殺害したと発表した。
- 2008年9月28日、アフガン治安当局者は、ガズニー州にて、同州アンダル地区のタリバーン指導者アブドゥル＝ラヒーム・デーシューワら3人が空爆で死亡したと発表した。
- 2008年11月23日、NATO傘下の多国籍軍の発表によると、ヘルマンド州において同月19日に同州におけるタリバーン指導者、ムッラー・アサドを殺害したと発表した。アサドは、同州ガルムシール地区における攻撃の責任者とされる。

- 2009年2月15日、駐留米軍は、トルクメニスタンとの国境近くの民家に潜伏していたタリバーン指導者、ムッラー・ダスタジルを殺害したと発表。ダスタジルは昨年11月にアフガニスタン軍兵士が死亡したゲリラ攻撃を指揮したとされる。ダスタギルは以前、テロ容疑で拘束されていたが、恩赦により出獄していた。
- 2009年6月23日、ウルーズガーン州タリーン・コート近郊で起きた、タリバーンとアフガン・ISAF合同軍との戦闘で、同地域のタリバーン指導者ムッラー・イスマーイールが死亡した。
- 2009年8月6日、パキスタン・ターリバーン運動の最高指導者バイトゥッラー・マフスードがアメリカの無人偵察機による空爆で死亡したとパキスタン情報当局が発表した。後任には弟のハキームッラー・マフスードが就任。

### 2010年代前半
- 2010年1月18日、首都カーブル中心部でタリバーンが政府施設や市場などを標的にした自爆や銃などによる攻撃を行った。治安当局と激しい銃撃戦となり、少なくとも一般市民の子ども1人を含む5人が死亡、71人が負傷した。タリバーン側は7人が死亡。
- 2010年2月16日、ニューヨーク・タイムズが、タリバーンの軍事評議会議長で、最高幹部の一人であるムッラー・アブドゥル・ガニ・バラダルがパキスタン・カラーチーで拘束されたと報道。バラダルは、タリバーン創設時からのメンバーで、マンスールやウサーマ・ビン＝ラーディンとも近かった人物とされ、ターリバーン政権では、国防次官の地位にあった。アフガニスタンのカルザイ大統領は、和平派と目されていたバラダルとの交渉を企図していたことから、パキスタン政府に同人の釈放を求めるも拒絶されたとされる[226]。

- 2011年5月2日（米国現地時間5月1日）、CNNが「アメリカ軍の特殊部隊がパキスタンの首都イスラマバード郊外のアボタバードにある邸宅でビン・ラーディンを殺害した」と報道した[100][227]。CNNの報道直後にアメリカ合衆国大統領バラク・オバマは、アメリカ当局がビン・ラーディンとされる遺体を回収し、DNA鑑定の結果遺体がビン・ラーディンであることが確認されたとの声明を発表した[228]。
- 2011年9月20日、高等和平評議会のラッバーニー議長（旧北部同盟政権の大統領）を暗殺[229]。

- 2013年6月18日、タリバーンがカタールの首都ドーハに事務所を開設した[230]。タリバンとアメリカ政府の間で、和平協議が行われることが発表された[231]。アフガニスタン政府は、当初、この和平交渉に参加する予定だったが、6月19日、ハーミド・カルザイ大統領が「事務所の開設の仕方とタリバンの声明は、米国がわれわれに保証していたことに明らかに反する」として、交渉がアフガン主導でなければ交渉に参加しないと表明した[232]。
- 2013年6月26日、アメリカは、タリバンとアフガニスタン政府との取りまとめができず、アメリカのアフガニスタン・パキスタン特別代表ジェームズ・ドビンズは、アメリカに帰国した。和平交渉の開始は仕切り直しの必要に迫られている[233]。
- 2013年7月9日、ドーハの連絡事務所の一時閉鎖を発表した[234]。

- 2014年6月20日-6月28日、ヘルマンド州州都ラシュカルガー北東部のサンギン（Sangin）地区にて、タリバーンの部隊と政府軍が交戦。同地区は、タリバーンの攻勢に圧され2010年にはイギリス軍部隊が撤収する難攻の地であったが、政府軍側が800人以上の戦闘員を投入して制圧。政府側は、6月28日に同地における事実上の勝利宣言を行った。政府側の発表では、政府側の死者28人、タリバーン側の死者およそ260人[235]。

### 2010年代後半
- 2015年7月8日、イスラマバードでアフガニスタン政府がタリバーンと初の直接の公式和平協議。これまで仲介に関与してきた中国と米国のオブザーバーも参加した[104]。
- 2015年7月30日、消息が不明だったムハンマド・オマルが2013年4月に死亡していたことが確認された。序列2位のアフタル・ムハンマド・マンスールは死後2年間、オマルの権威を利用してオマルの名前で声明を発表していた。後継の指導者はマンスールとなる[236][237]。

- 2016年1月11日、イスラマバードでパキスタン、アフガニスタン、中国、米国による初の4カ国協議[238]。タリバーンとの和平を目標に定例会合を行う「4か国調整グループ（QCG）」が設立[239]。
- 2016年3月6日、タリバーンが和平交渉を拒否[240]。
- 2016年5月21日（または5月20日）、アフタル・ムハンマド・マンスールがアメリカ軍の無人機の空爆を受け死亡した[112][241]。
- 2016年5月25日、タリバーンがマンスールの死を公式に認め、後継にハイバトゥラー・アクンザダが選ばれたことを発表した[113]。
- 2016年11月29日、タリバーンが公式サイトで中国企業の中国冶金科工集団（英語版）が契約したメス・アイナク（英語版）の銅鉱山開発計画などの保護を発表[要出典]。

- 2017年1月–3月23日、ヘルマンド州州都ラシュカルガ―北東部のサンギン（Sangin）地区がタリバーンに奪還された。特殊部隊を投入しトンネル戦術等を駆使するタリバーンに対し、政府軍は空爆によって対抗したものの攻勢を抑えきれず撤退した[242]。

- 2018年6月、ラマダーンに合わせて政府側が18日間にわたり停戦。うちラマダーンあけの祭り、イド・アル＝フィトルの3日間は、タリバーン側も停戦に応えてほぼ完全な停戦状態となった。しかし、祭り後はタリバーン側は戦闘を再開。政府軍側も同年6月30日より戦闘を再開している[243]。

- 2019年1月26日、米アフガン特別代表のザルメイ・ハリルザドがカタールでのタリバーンとの6日間にわたる前例のない和平協議で非常に重要な成果を得たと述べた[244]。米軍撤退で大筋合意があったと報じられた[245]。
- 2019年2月5日、タリバーンとアフガニスタンのカルザイ前大統領らによるアフガン和平に関する会議がロシアの首都モスクワで開かれた。タリバーンの代表は米軍撤退後に単独の政権樹立は目指さないとの姿勢を示したと報じられた[246]。
- 2019年4月26日、米アフガン特別代表のザルメイ・ハリルザドがモスクワを訪問してタリバーンとの和平案で中国やロシアと合意した[247]。
- 2019年、タリバンの勢力が拡大しつつあり、6月時点、アフガニスタンの地区の46.2％を掌握し、または勢力圏内に入っていると報道された[248]。
- 2019年6月20日、中国政府はタリバーンの代表団が訪中して和平交渉やテロ対策などで意見交換したことを発表した[249]。
- 2019年9月7日、ドナルド・トランプ米大統領は、1年近くタリバーンと進めてきた和平交渉を中止することを発表。目前にはキャンプ・デービッドにタリバーン幹部やアシュラフ・ガニ大統領らを招いた極秘会談がセットされていたが、アメリカ兵を目標とした自爆攻撃がやまなかったことが交渉中止の理由とした[250]。
- 2019年9月13日-10月2日、ロシア、イラン、中国、パキスタンをタリバーンの代表団が歴訪した[251]。
- 2019年11月28日、トランプ大統領はアフガニスタンを電撃訪問してタリバーンとの協議を呼びかけ、翌29日にタリバーンは協議再開の受け入れを表明した[252]。

### 2020年代
- 2021年8月15日、2021年ターリバーン攻勢によりアフガニスタンの首都カーブルを実効支配。
- 9月8日、タリバーン暫定政権が発足されハサン・アーフンドを首相とした暫定政権が発足された。
- 2023年12月6日、タリバーン暫定政権は中国が世界で初めて大使を受け入れた国となったと発表した[253]。